# Batalha de Neumarkt-Sankt Veit
A Batalha de Neumarkt-Sankt Veit foi travada em 24 de abril de 1809 entre tropas franco-bávaras, lideradas pelo marechal Jean-Baptiste Bessières e o exército austríaco, comandado por Johann von Hiller. Com um conjunto numericamente superior, Hiller conquistou uma importante vitória sobre as tropas aliadas, forçando Bessières a recuar para o oeste. Neumarkt-Sankt Veit está localizada a dez quilómetros ao norte de Mühldorf e 33 km sudeste de Landshut, na Baviera.